# Type 50
Type 50 (Tiếng Việt: Kiểu 50); (Tiếng Trung Quốc: 50型) là một loại súng tiểu liên do Trung Quốc sản xuất hàng loạt không được cấp phép dựa trên mẫu tiểu liên PPSh-41 của Liên Xô do Georgi Shpagin thiết kế. Sau này, trong cuộc Chiến tranh Việt Nam, nhà máy Z1 đã cải tiến nó thành khẩu K-50M dựa trên Type-50 và tiểu liên MAT-49 của Pháp. 

## Thông số
- Khối lượng: 3,65 kg[1] (Không có hộp tiếp đạn), 4,3 kg (Hộp tiếp đạn 35 viên)
- Chiều dài súng: 845 mm
- Chiều dài nòng: 269 mm
- Loại đạn: 7,62x25mm Tokarev
- Cơ cấu hoạt động: Blowblack
- Tốc độ bắn: 1.100 viên/phút[1]
- Tầm bắn hiệu quả: 200 m
- Cơ cấu hộp tiếp đạn:
  - Hộp đạn trống (hình tròn): 72 viên
  - Hộp tiếp đạn cong: 35 viên